# Amtsbezirk Bjolderup
Der Amtsbezirk Bjolderup war ein Amtsbezirk im Kreis Apenrade in der Provinz Schleswig-Holstein.
Der Amtsbezirk wurde 1889 gebildet und umfasste die folgenden Gemeinden:
1. Alsleben
2. Arsleben
3. Bjolderup
4. Bollersleben
5. Gaaskjer
6. Jolderup
7. Jordkirch
8. Kassoe
9. Mellerup
10. Nübel
11. Ravit
12. Schmedagger
13. Soederup
14. Süderenleben
15. Todsbüll
16. Wollerup

1920 wurde der Amtsbezirk aufgelöst und die Gemeinden aufgrund der Volksabstimmung in Schleswig an Dänemark abgetreten.